# Komisja śledcza ds. Pegasusa

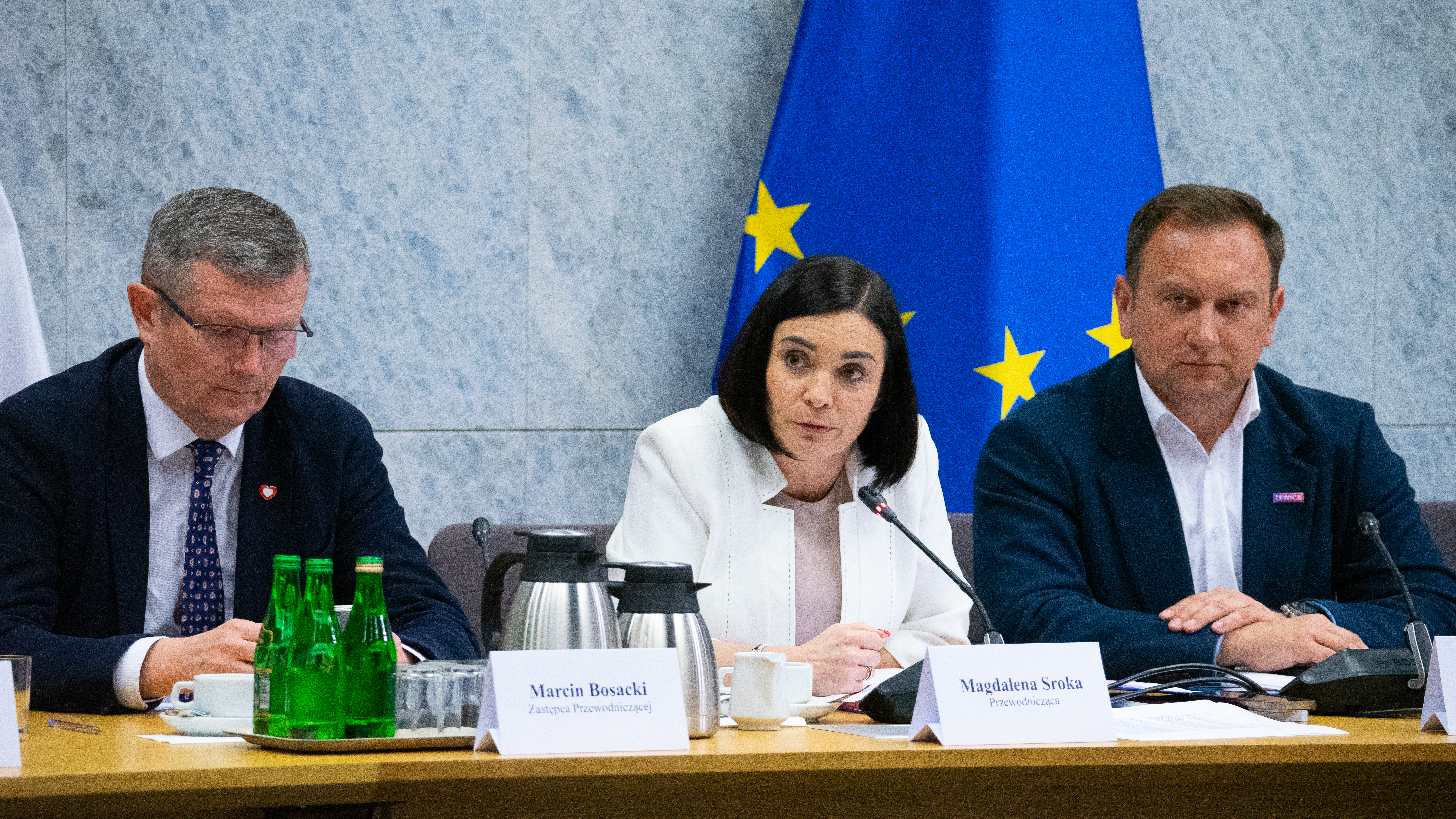
Posiedzenie komisji, 26 kwietnia 2024

Komisja Śledcza do zbadania legalności, prawidłowości oraz celowości czynności operacyjno-rozpoznawczych podejmowanych m.in. z wykorzystaniem oprogramowania Pegasus przez członków Rady Ministrów, służby specjalne, Policję, organy kontroli skarbowej oraz celno-skarbowej, organy powołane do ścigania przestępstw i prokuraturę w okresie od dnia 16 listopada 2015 r. do dnia 20 listopada 2023 r., skrót SKPG (Komisja śledcza do spraw Pegasusa) – komisja śledcza powołana uchwałą Sejmu X kadencji z 17 stycznia 2024, do zbadania legalności, prawidłowości oraz celowości czynności operacyjno-rozpoznawczych podejmowanych m.in. z wykorzystaniem oprogramowania Pegasus przez członków Rady Ministrów, służby specjalne, Policję, organy kontroli skarbowej oraz celno-skarbowej, organy powołane do ścigania przestępstw i prokuraturę w okresie od dnia 16 listopada 2015 r. do dnia 20 listopada 2023 r.
10 września 2024 Trybunał Konstytucyjny w nieprawowitym składzie z sędzią-dublerem Jarosławem Wyrembakiem wydał wyrok, zgodnie z którym art. 2 uchwały powołującej komisję (zakres działania) jest niezgodny z art. 2 Konstytucji RP. Wyrok nie został opublikowany w Dzienniku Ustaw.

## Akty prawne regulujące działanie komisji
- Konstytucja Rzeczypospolitej Polskiej z dnia 2 kwietnia 1997 r. (Dz.U. z 1997 r. nr 78, poz. 483) – art. 111
- Ustawa z dnia 21 stycznia 1999 r. o sejmowej komisji śledczej (Dz.U. z 2016 r. poz. 1024)
- Uchwała Sejmu Rzeczypospolitej Polskiej z dnia 30 lipca 1992 r. – Regulamin Sejmu Rzeczypospolitej Polskiej (M.P. z 2022 r. poz. 990) – Rozdział 11a
- Uchwała Sejmu Rzeczypospolitej Polskiej z dnia 17 stycznia 2024 r. w sprawie powołania Komisji Śledczej do zbadania legalności, prawidłowości oraz celowości czynności operacyjno-rozpoznawczych podejmowanych m.in. z wykorzystaniem oprogramowania Pegasus przez członków Rady Ministrów, służby specjalne, Policję, organy kontroli skarbowej oraz celno-skarbowej, organy powołane do ścigania przestępstw i prokuraturę w okresie od dnia 16 listopada 2015 r. do dnia 20 listopada 2023 r.
- Uchwała Sejmu Rzeczypospolitej Polskiej z dnia 26 stycznia 2024 r. w sprawie wyboru składu osobowego Komisji Śledczej do zbadania legalności, prawidłowości oraz celowości czynności operacyjno-rozpoznawczych podejmowanych m.in. z wykorzystaniem oprogramowania Pegasus przez członków Rady Ministrów, służby specjalne, Policję, organy kontroli skarbowej oraz celno-skarbowej, organy powołane do ścigania przestępstw i prokuraturę w okresie od dnia 16 listopada 2015 r. do dnia 20 listopada 2023 r[5].

## Członkowie komisji
Zgodnie z uchwałą Sejmu w skład komisji wchodzi 11 posłów. 26 stycznia 2024 Sejm dokonał pierwotnego wyboru członków komisji.

### Bieżący skład komisji
| Poz. | Imię i nazwisko          | Zdjęcie | Przynależność do Klubu Parlamentarnego lub Klubu Poselskiego | Funkcja                  | Przynależność do komisji |
| ---- | ------------------------ | ------- | ------------------------------------------------------------ | ------------------------ | ------------------------ |
| 1.   | Magdalena Sroka          |         | Polskie Stronnictwo Ludowe – Trzecia Droga                   | Przewodnicząca           | od 26 stycznia 2024      |
| 2.   | Sławomir Ćwik            |         | Polska 2050 Szymona Hołowni – Trzecia Droga                  | Zastępca przewodniczącej | od 25 września 2025      |
| 3.   | Tomasz Trela             |         | Lewica (Nowa Lewica, PPS, Razem, Unia Pracy)                 | Zastępca przewodniczącej | od 26 stycznia 2024      |
| 4.   | Przemysław Wipler        |         | Konfederacja                                                 | Zastępca przewodniczącej | od 26 stycznia 2024      |
| 5.   | Joanna Kluzik-Rostkowska |         | Koalicja Obywatelska – PO,.N, iPL, Zieloni                   | Zastępca przewodniczącej | od 26 stycznia 2024      |
| 6.   | Mariusz Gosek            |         | Prawo i Sprawiedliwość                                       | Członek                  | od 26 stycznia 2024      |
| 7.   | Patryk Jaskulski         |         | Koalicja Obywatelska - PO,.N, iPL, Zieloni                   | Członek                  | od 14 czerwca 2024       |
| 8.   | Sebastian Łukaszewicz    |         | Prawo i Sprawiedliwość                                       | Członek                  | od 26 stycznia 2024      |
| 9.   | Marcin Przydacz          |         | Prawo i Sprawiedliwość                                       | Członek                  | od 26 stycznia 2024      |
| 10.  | Witold Zembaczyński      |         | Koalicja Obywatelska – PO,.N, iPL, Zieloni                   | Członek                  | od 26 stycznia 2024      |
| 11.  | Mateusz Bochenek         |         | Koalicja Obywatelska – PO,.N, iPL, Zieloni                   | Członek                  | od 25 czerwca 2025       |

### Zmiany w składzie komisji
| Poz. | Imię i nazwisko | Zdjęcie | Przynależność do Klubu Parlamentarnego lub Klubu Poselskiego | Funkcja                  | Daty zasiadania w komisji               |
| ---- | --------------- | ------- | ------------------------------------------------------------ | ------------------------ | --------------------------------------- |
| 1.   | Jacek Ozdoba    |         | Prawo i Sprawiedliwość                                       | Członek                  | Od 26 stycznia 2024 do 10 czerwca 2024  |
| 2.   | Paweł Śliz      |         | Polska 2050 Szymona Hołowni – Trzecia Droga                  | Zastępca przewodniczącej | od 26 stycznia 2024 do 25 września 2024 |
| 3.   | Marcin Bosacki  |         | Koalicja Obywatelska – PO,.N, iPL, Zieloni                   | Zastępca przewodniczącej | od 26 stycznia 2024 do 16 czerwca 2025  |

## Posiedzenia
Szczegóły na temat kolejnych posiedzeń przedstawiono w tabeli poniżej:
| Nr posiedzenia | Data posiedzenia     | Przesłuchiwane osoby | Inne punkty porządku obrad |
| 2024           | 2024                 | 2024 | 2024 |
| -------------- | -------------------- | --- | --- |
| 1.             | 26 stycznia 2024     | – | Wybór Prezydium Komisji |
| 2.             | 19 lutego 2024       | – | - Ustalenie liczby stałych doradców Komisji oraz przyjęcie propozycji kandydatur. - Przedstawienie przez Przewodniczącą Komisji planu pracy Komisji. - Rozpatrzenie wniosków dowodowych w zakresie wystąpienia o materiały w trybie art. 14 ust.1 ukś. - Rozpatrzenie wniosków dowodowych w zakresie wezwania osób w celu złożenia zeznań przez Komisją. |
| 3.             | 6 marca 2024         | – | Posiedzenie zamknięte - Podjęcie uchwały o powołaniu stałych doradców Komisji. - Rozpatrzenie wniosków dowodowych. - Sprawy bieżące. |
| 4.             | 15 marca 2024        | - Jerzy Kosiński – profesor Akademii Marynarki Wojennej, dyrektor Morskiego Centrum Cyberbezpieczeństwa - Jarosław Kaczyński – były wicepremier | – |
| 5.             | 27 marca 2024        | - Krzysztof Kwiatkowski – były prezes Najwyższej Izby Kontroli - Michał Woś – były sekretarz stanu w Ministerstwie Sprawiedliwości | – |
| 6.             | 9 kwietnia 2024      | - Michał Woś – były sekretarz stanu w Ministerstwie Sprawiedliwości | Posiedzenie zamknięte |
| 7.             | 12 kwietnia 2024     | – | - Rozpatrzenie wniosków dowodowych. - Sprawy bieżące. |
| 8.             | 26 kwietnia 2024     | - Elżbieta Pińciurek – zastępca dyrektora Departamentu Budżetu i Efektywności Finansowej - Główna Księgowa Resortu w Ministerstwie Sprawiedliwości | - Rozpatrzenie wniosków dowodowych. - Sprawy bieżące. |
| 9.             | 6 maja 2024          | - Jarosław Wyżygowski – dyrektor Biura Finansów w Ministerstwie Sprawiedliwości - Jakub Tietz – były delegowany prokurator do Ministerstwa Sprawiedliwości | – |
| 10.            | 13 maja 2024         | - Mikołaj Pawlak – były dyrektor Departamentu Spraw Rodzinnych i Nieletnich w Ministerstwie Sprawiedliwości | - Sprawy bieżące. - Rozpatrzenie wniosków dowodowych. |
| 11.            | 22 maja 2024         | – | - Rozpatrzenie wniosków dowodowych. - Sprawy bieżące. |
| 12.            | 23 maja 2024         | - Jakub Tietz – ponowne przesłuchanie | – |
| 13.            | 3 czerwca 2024       | - Jan Paziewski – były dyrektor Departamentu Budżetu i Efektywności Finansowej w Ministerstwie Sprawiedliwości | - Sprawy bieżące. |
| 14.            | 10 czerwca 2024      | - Mikołaj Pawlak – były dyrektor Departamentu Spraw Rodzinnych i Nieletnich w Ministerstwie Sprawiedliwości - Piotr Patkowski – były Główny Rzecznik Dyscypliny Finansów Publicznych | – |
| 15.            | 14 czerwca 2024      | - Teresa Czerwińska – była Minister Finansów | – |
| 16.            | 17 czerwca 2024      | - Marek Bieńkowski – były dyrektor Departamentu Porządku i Bezpieczeństwa Najwyższej Izby Kontroli | - Rozpatrzenie wniosków dowodowych. - Sprawy bieżące. |
| 17.            | 1 lipca 2024         | – | - Dyskusja na temat niestawiennictwa świadka Zbigniewa Ziobro na posiedzeniu Komisji. - Sprawy bieżące. |
| 18.            | 8 lipca 2024         | – | - Odebranie opinii biegłego Krzysztofa Dyki, powołanego przez Komisję uchwałą z dnia 17 czerwca 2024 r. - Sprawy bieżące. |
| 19.            | 10 lipca 2024        | – | - Rozpatrzenie wniosków dowodowych. - Sprawy bieżące (posiedzenie zamknięte). |
| 20.            | 12 lipca 2024        | – | - Rozpatrzenie wniosków dowodowych (posiedzenie zamknięte). |
| 21.            | 26 lipca 2024        | – | - Rozpatrzenie wniosków dowodowych (posiedzenie zamknięte). |
| 22.            | 26 lipca 2024        | – | - Rozpatrzenie wniosków dowodowych (posiedzenie zamknięte). |
| 23.            | 4 września 2024      | - Funkcjonariusz Agencji Bezpieczeństwa Wewnętrznego (świadek nr 1), którego dane identyfikujące stanowią informację niejawną | - Rozpatrzenie wniosków dowodowych. |
| 24.            | 4 września 2024      | - Funkcjonariusz Agencji Bezpieczeństwa Wewnętrznego (świadek nr 1), którego dane identyfikujące stanowią informację niejawną | Posiedzenie zamknięte |
| 25.            | 18 września 2024     | – | - Dyskusja na temat niestawiennictwa Piotra Pogonowskiego. |
| 26.            | 26 września 2024     | – | - Rozpatrzenie wniosków dowodowych. - Zmiany w składzie Prezydium Komisji (posiedzenie zamknięte). |
| 27.            | 27 września 2024     | – | - Dyskusja na temat niestawiennictwa Piotra Pogonowskiego. |
| 28.            | 27 września 2024     | – | - Sprawy bieżące (posiedzenie zamknięte). |
| 29.            | 3 października 2024  | - Dorota Brejza | – |
| 30.            | 8 października 2024  | - Ewa Wrzosek – prokurator | - Dyskusja na temat niestawiennictwa Ernesta Bejdy. |
| 31.            | 11 października 2024 | – | - Dyskusja na temat niestawiennictwa Piotra Pogonowskiego. - Sprawy bieżące. |
| 32.            | 14 października 2024 | – | - Dyskusja na temat niestawiennictwa Zbigniewa Ziobro. |
| 33.            | 21 października 2024 | - Krzysztof Brejza | - Dyskusja na temat niestawiennictwa Ernesta Bejdy. - Rozpatrzenie wniosków dowodowych. |
| 34.            | 28 października 2024 | - Jacek Karnowski | – |
| 35.            | 4 listopada 2024     | – | - Dyskusja na temat niestawiennictwa Zbigniewa Ziobro. |
| 36.            | 18 listopada 2024    | - Beata Morawiec – sędzia | - Dyskusja na temat niestawiennictwa Andrzeja Kowalskiego. - Sprawy bieżące. |
| 37.            | 27 listopada 2024    | – | - Rozpatrzenie wniosków dowodowych. - Sprawy bieżące (posiedzenie zamknięte). |
| 38.            | 2 grudnia 2024       | - Piotr Pogonowski – były Szef Agencji Bezpieczeństwa Wewnętrznego | Posiedzenie w części zamknięte |
| 39.            | 2 grudnia 2024       | – | - Dyskusja na temat niestawiennictwa Daniela Karpety. |
| 40.            | 16 grudnia 2024      | – | - Dyskusja na temat niestawiennictwa Grzegorza Ocieczka. |
| 41.            | 16 grudnia 2024      | – | - Dyskusja na temat niestawiennictwa Andrzeja Stróżnego. |
| 2025           |                      | | |
| 42.            | 7 stycznia 2025      | – | - Dyskusja na temat niestawiennictwa świadka nr 2. |
| 43.            | 7 stycznia 2025      | - Były Funkcjonariusz Centralnego Biura Antykorupcyjnego (świadek nr 3), którego dane identyfikujące stanowią informację niejawną | – |
| 44.            | 7 stycznia 2025      | - Były Funkcjonariusz Centralnego Biura Antykorupcyjnego (świadek nr 3), którego dane identyfikujące stanowią informację niejawną | Posiedzenie zamknięte |
| 45.            | 13 stycznia 2025     | – | - Dyskusja na temat niestawiennictwa Ernesta Bejdy (posiedzenie zamknięte). |
| 46.            | 13 stycznia 2025     | – | - Dyskusja na temat niestawiennictwa Grzegorza Ocieczka. - Sprawy bieżące (posiedzenie zamknięte). |
| 47.            | 21 stycznia 2025     | – | - Rozpatrzenie wniosków dowodowych. - Sprawy bieżące (posiedzenie zamknięte). |
| 48.            | 21 stycznia 2025     | – | - Rozpatrzenie wniosków dowodowych (posiedzenie zamknięte). |
| 49.            | 24 stycznia 2025     | - Marian Banaś – Prezes Najwyższej Izby Kontroli - Tomasz Sordyl – dyrektor Departamentu Porządku i Bezpieczeństwa Wewnętrznego | – |
| 50.            | 24 stycznia 2025     | - Tomasz Sordyl – dyrektor Departamentu Porządku i Bezpieczeństwa Wewnętrznego | Posiedzenie zamknięte |
| 51.            | 27 stycznia 2025     | – | - Dyskusja na temat niestawiennictwa Daniela Karpety. - Sprawy bieżące. |
| 52.            | 27 stycznia 2025     | – | - Dyskusja na temat niestawiennictwa Andrzeja Stróżnego. |
| 53.            | 31 stycznia 2025     | – | - Sprawy bieżące. |
| 54.            | 3 lutego 2025        | - Andrzej Kowalski – były szef Służby Wywiadu Wojskowego | - Dyskusja na temat niestawiennictwa Bogdana Święczkowskiego. |
| 55.            | 3 lutego 2025        | - Andrzej Kowalski – były szef Służby Wywiadu Wojskowego | Posiedzenie zamknięte |
| 56.            | 4 lutego 2025        | – | - Rozpatrzenie wniosków dowodowych. - Sprawy bieżące (posiedzenie zamknięte). |
| 57.            | 18 lutego 2025       | - Agnieszka Kwiatkowska - Gurdak – szef Centralnego Biura Antykorupcyjnego | – |
| 58.            | 18 lutego 2025       | - Agnieszka Kwiatkowska - Gurdak – szef Centralnego Biura Antykorupcyjnego | - Rozpatrzenie wniosków dowodowych (posiedzenie zamknięte). |
| 59.            | 19 lutego 2025       | - Aleksander Goszczycki – wiceprezes zarządu Matic S.A. | – |
| 60.            | 19 lutego 2025       | - Aleksander Goszczycki – wiceprezes zarządu Matic S.A. | Posiedzenie zamknięte |
| 61.            | 4 marca 2025         | – | - Dyskusja na temat niestawiennictwa Macieja Wąsika. |
| 62.            | 4 marca 2025         | – | - Dyskusja na temat niestawiennictwa Mariusza Kamińskiego. - Rozpatrzenie wniosków dowodowych. |
| 63.            | 18 marca 2025        | - Daniel Karpeta – były zastępca szefa Centralnego Biura Antykorupcyjnego | – |
| 64.            | 18 marca 2025        | – | - Dyskusja na temat niestawiennictwa Grzegorza Ocieczka. - Rozpatrzenie wniosków dowodowych. |
| 65.            | 18 marca 2025        | – | - Sprawy bieżące (posiedzenie zamknięte). |
| 66.            | 25 marca 2025        | - Edyta Gołąb – zatrudniona w Biurze Kadr, Szkolenia i Obsługi Prawnej Komendy Głównej Policji | - Rozpatrzenie wniosków dowodowych. - Sprawy bieżące (punkt zamknięty). |
| 67.            | 25 marca 2025        | – | - Rozpatrzenie wniosków dowodowych (posiedzenie zamknięte). |
| 68.            | 31 marca 2025        | - Maja Rodwald – prokurator | - Rozpatrzenie wniosków dowodowych. |
| 69.            | 31 marca 2025        | – | - Dyskusja na temat niestawiennictwa Ernesta Bejdy. |
| 70.            | 1 kwietnia 2025      | - Remigiusz Signerski – prokurator (przesłuchanie w II części zamknięte) | - Rozpatrzenie wniosków dowodowych (punkt zamknięty). - Sprawy bieżące (punkt zamknięty). |
| 71.            | 1 kwietnia 2025      | – | - Dyskusja na temat niestawiennictwa Andrzeja Stróżnego. |
| 72.            | 11 kwietnia 2025     | - Michał Kierski – prokurator (przesłuchanie w II części zamknięte) | – |
| 73.            | 11 kwietnia 2025     | - Daniel Karpeta – były zastępca szefa Centralnego Biura Antykorupcyjnego | Posiedzenie zamknięte |
| 74.            | 15 kwietnia 2025     | - Aleksandra Rozmierska – prokurator (przesłuchanie w II części zamknięte) | - Rozpatrzenie wniosków dowodowych. - Sprawy bieżące. |
| 75.            | 15 kwietnia 2025     | – | - Dyskusja na temat niestawiennictwa Macieja Wąsika. - Dyskusja na temat niestawiennictwa Mariusza Kamińskiego. |
| 76.            | 24 kwietnia 2025     | – | - Dyskusja na temat niestawiennictwa Zbigniewa Ziobry. - Rozpatrzenie wniosków dowodowych. |
| 77.            | 5 maja 2025          | - nadinsp. Adam Cieślak – Komendant Centralnego Biura Zwalczania Cyberprzestępczości - insp. w st. spocz. Grzegorz Napiórkowski – były Dyrektor Biura Kryminalnego KGP | – |
| 78.            | 5 maja 2025          | - insp. w st. spocz. Dariusz Cybura – były Zastępca Dyrektora Biura Kryminalnego KGP - mł. insp. w st. spocz. Tomasz Książkiewicz – były Naczelnik Wydziału Techniki Operacyjnej Biura Kryminalnego KGP | - Rozpatrzenie wniosków dowodowych (punkt zamknięty). |
| 79.            | 6 maja 2025          | - Adam Borzyszkowski – prokurator | - Rozpatrzenie wniosków dowodowych. |
| 80.            | 9 maja 2025          | – | - Dyskusja na temat niestawiennictwa Macieja Wąsika. - Rozpatrzenie wniosków dowodowych. - Dyskusja na temat niestawiennictwa Mariusza Kamińskiego. |
| 81.            | 13 maja 2025         | - Funkcjonariusz Komendy Głównej Policji (świadek nr 6), którego dane identyfikujące stanowią informację niejawną - Funkcjonariusz Komendy Głównej Policji (świadek nr 7), którego dane identyfikujące stanowią informację niejawną - Funkcjonariusz Komendy Głównej Policji (świadek nr 8), którego dane identyfikujące stanowią informację niejawną - Funkcjonariusz Komendy Głównej Policji (świadek nr 9), którego dane identyfikujące stanowią informację niejawną | Posiedzenie zamknięte |
| 82.            | 14 maja 2025         | - Funkcjonariusz Komendy Głównej Policji (świadek nr 10), którego dane identyfikujące stanowią informację niejawną - Funkcjonariusz Komendy Głównej Policji (świadek nr 11), którego dane identyfikujące stanowią informację niejawną - Funkcjonariusz Komendy Głównej Policji (świadek nr 12), którego dane identyfikujące stanowią informację niejawną | - Rozpatrzenie wniosków dowodowych (posiedzenie zamknięte). |
| 83.            | 19 maja 2025         | - Maciej Materka – były szef Służby Kontrwywiadu Wojskowego | - Rozpatrzenie wniosków dowodowych. - Sprawy bieżące. |
| 84.            | 19 maja 2025         | - Maciej Materka – były szef Służby Kontrwywiadu Wojskowego | Posiedzenie zamknięte |
| 85.            | 28 maja 2025         | - nadinsp. Adam Cieślak – Komendant Centralnego Biura Zwalczania Cyberprzestępczości - insp. w st. spocz. Grzegorz Napiórkowski – były Dyrektor Biura Kryminalnego KGP - insp. w st. spocz. Dariusz Cybura – były Zastępca Dyrektora Biura Kryminalnego KGP - mł. insp. w st. spocz. Tomasz Książkiewicz – były Naczelnik Wydziału Techniki Operacyjnej Biura Kryminalnego KGP                                                                                          | Posiedzenie zamknięte |
| 86.            | 5 czerwca 2025       | – | - Dyskusja na temat niestawiennictwa Zbigniewa Ziobry. |
| 87.            | 6 czerwca 2025       | - Ernest Bejda – były szef Centralnego Biura Antykorupcyjnego (przesłuchanie w części zamknięte) | - Sprawy bieżące (punkt zamknięty). |
| 88.            | 10 czerwca 2025      | - Alicja Kurek – była Dyrektor Biura Prawnego Służby Kontrwywiadu Wojskowego - Andrzej Osowiecki – były Dyrektor Biura III Służby Kontrwywiadu Wojskowego | – |
| 89.            | 10 czerwca 2025      | - Maciej Szpanowski – były zastępca szefa i były szef Służby Kontrwywiadu Wojskowego - Alicja Kurek – była Dyrektor Biura Prawnego Służby Kontrwywiadu Wojskowego - Andrzej Osowiecki – były Dyrektor Biura III Służby Kontrwywiadu Wojskowego | Posiedzenie zamknięte |
| 90.            | 26 czerwca 2025      | - Jacek Bilewicz | - Zmiany w składzie Prezydium Komisji. - Sprawy bieżące (punkt zamknięty). - Rozpatrzenie wniosków dowodowych (punkt zamknięty). |
| 91.            | 27 czerwca 2025      | - Piotr Bączek – były szef Służby Kontrwywiadu Wojskowego | - Dyskusja na temat niestawiennictwa Zbigniewa Ziobry. - Rozpatrzenie wniosków dowodowych. |
| 92.            | 27 czerwca 2025      | - Piotr Bączek – były szef Służby Kontrwywiadu Wojskowego | Posiedzenie zamknięte |
| 93.            | 8 lipca 2025         | - Piotr Komosiński - Krzysztof Krełowski - Świadek nr 13, którego dane identyfikujące stanowią informację niejawną | – |
| 94.            | 11 lipca 2025        | - Teresa Rutkowska-Szmydyńska – prokurator | - Sprawy bieżące (punkt zamknięty). |
| 95.            | 22 lipca 2025        | - Urszula Nalaskowska | - Dyskusja na temat niestawiennictwa Krystiana Dobrzyńskiego. |
| 96.            | 8 lipca 2025         | - Urszula Nalaskowska | - Rozpatrzenie wniosków dowodowych (posiedzenie zamknięte). |
| 97.            | 25 lipca 2025        | - Marek Utracki – były zastępca szefa Służby Kontrwywiadu Wojskowego | - Rozpatrzenie wniosków dowodowych (punkt zamknięty). |
| 98.            | 25 lipca 2025        | - Marek Utracki – były zastępca szefa Służby Kontrwywiadu Wojskowego | Posiedzenie zamknięte |

Postanowieniem Sądu Okręgowego w Warszawie Piotr Pogonowski został 2 grudnia zatrzymany i doprowadzony przed komisję, w związku z trzykrotnym niestawiennictwem. Dodatkowo Sejm wyraził zgodę na zatrzymanie i przymusowe doprowadzenie pos. Zbigniewa Ziobry przed Komisję Śledczą. 27 stycznia Sąd Okręgowy w Warszawie zgodził się na przymusowe doprowadzenie Ziobry na komisję śledczą, jednak 31 stycznia Ziobro nie stawił się na komisję w określonej porze, przez co komisja podjęła decyzję o złożenie wniosku o areszt na okres 30 dni, na co Sejm wyraził zgodę. 31 marca Sąd Okręgowy w Warszawie odrzucił wniosek komisji o areszt na okres 30 dni. Postanowieniem Sądu Okręgowego w Warszawie Ernest Bejda został 6 czerwca zatrzymany i doprowadzony przed komisję, w związku z czterokrotnym niestawiennictwem.